# Mistrzostwa Europy w Lekkoatletyce 1986 – maraton mężczyzn

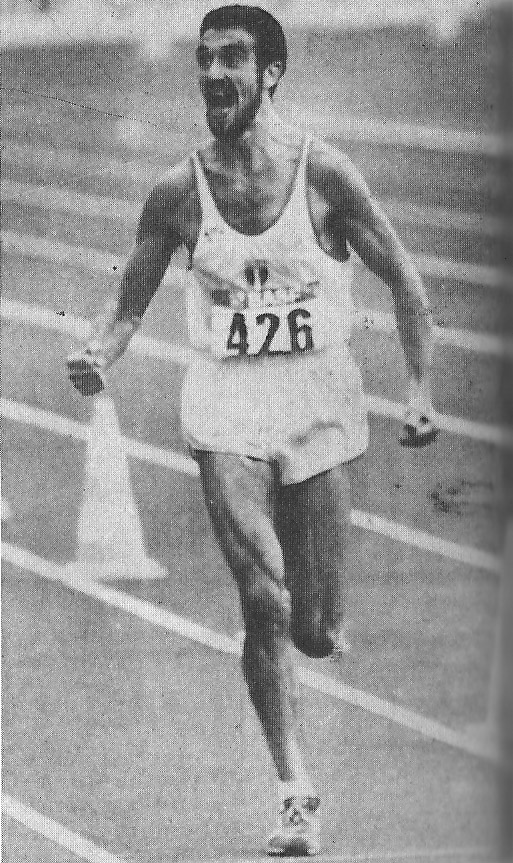
Gelindo Bordin

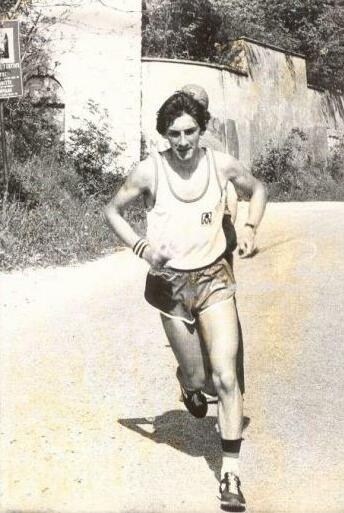
Orlando Pizzolato

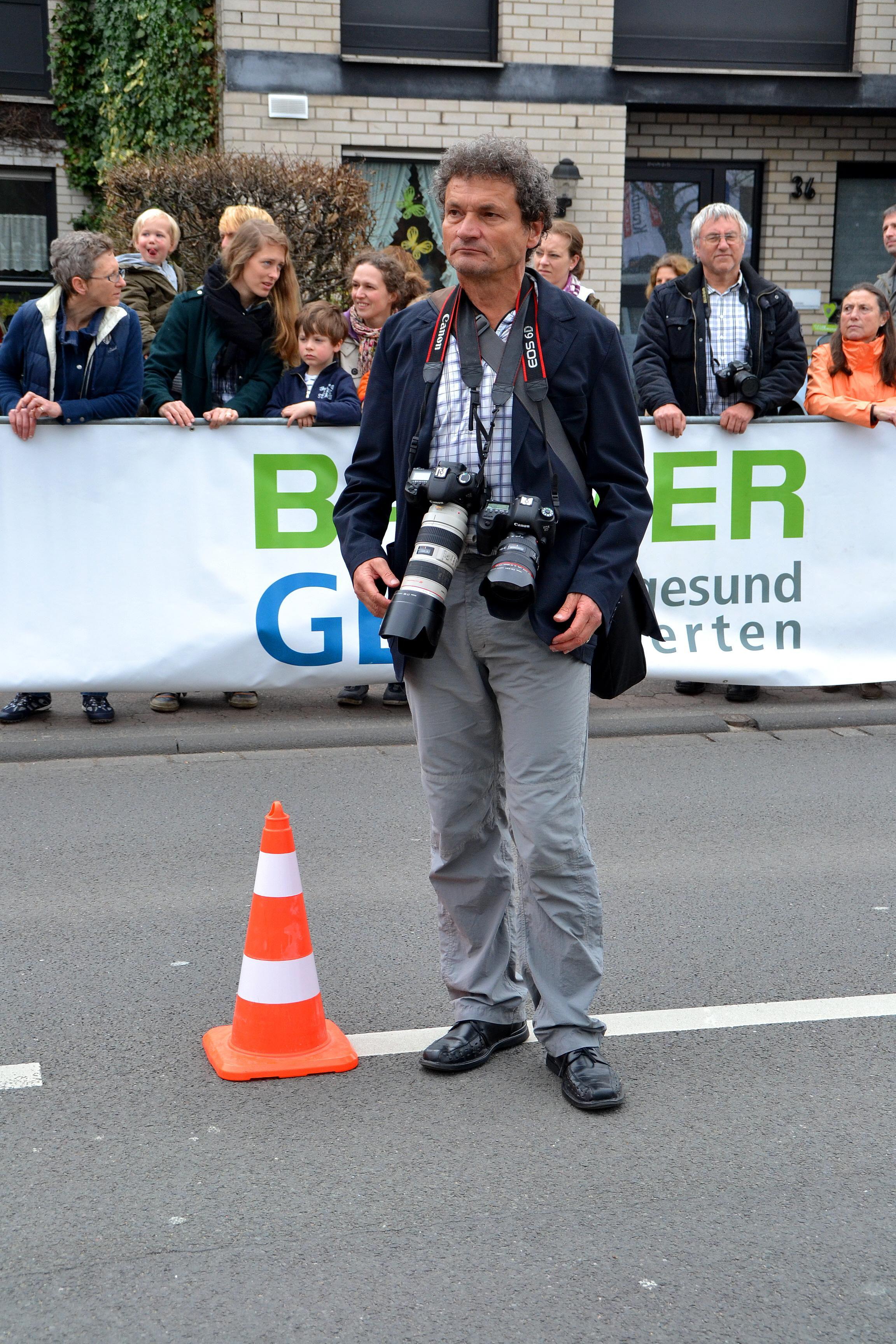
Herbert Steffny

Bieg maratoński mężczyzn był jedną z konkurencji rozgrywanych podczas XIV mistrzostw Europy w Stuttgarcie. Został rozegrany 30 sierpnia 1986 roku. Zwycięzcą tej konkurencji został reprezentant  Włoch Gelindo Bordin. W rywalizacji wzięło udział dwudziestu ośmiu zawodników z szesnastu reprezentacji.

## Rekordy
| Rekord świata     | Carlos Lopes (PRT)    | 2:07:12   | Rotterdam, Holandia   | 20.04.1985 |
| Rekord Europy     | Carlos Lopes (PRT)    | 2:07:12   | Rotterdam, Holandia   | 20.04.1985 |
| Rekord mistrzostw | Leonid Mosiejew (SUN) | 2:11:57,5 | Praga, Czechosłowacja | 03.09.1978 |

## Wyniki

### Finał
| Miejsce | Zawodnik              | Czas    | Uwagi |
| ------- | --------------------- | ------- | ----- |
| 1       | Gelindo Bordin        | 2:10:54 | CR    |
| 2       | Orlando Pizzolato     | 2:10:57 |       |
| 3       | Herbert Steffny       | 2:11:30 |       |
| 4       | Ralf Salzmann         | 2:11:41 |       |
| 5       | Hugh Jones            | 2:11:49 |       |
| 6       | Gerard Nijboer        | 2:12:46 |       |
| 7       | Jacques Lefrand       | 2:12:53 |       |
| 8       | Antoni Niemczak       | 2:13:04 |       |
| 9       | Kjell-Erik Ståhl      | 2:13:14 |       |
| 10      | Dirk Vanderherten     | 2:13:29 |       |
| 11      | Alexandre Gonzalez    | 2:13:36 |       |
| 12      | Wiktor Sawicki        | 2:15:16 |       |
| 13      | Gianni Poli           | 2:15:25 |       |
| 14      | Tomislav Ašković      | 2:15:27 |       |
| 15      | Jerzy Skarżyński      | 2:16:40 |       |
| 16      | Dick Hooper           | 2:17:45 |       |
| 17      | Jörg Peter            | 2:18:05 |       |
| 18      | Pär Wallin            | 2:19:28 |       |
| 19      | Peter Lyrenmann       | 2:19:49 |       |
| 20      | Steve Jones           | 2:22:12 |       |
| 21      | István Kerékjártó     | 2:22:46 |       |
| –       | Michael Heilmann      | DNF     |       |
| –       | Allister Hutton       | DNF     |       |
| –       | Jouni Kortelainen     | DNF     |       |
| –       | Svend-Erik Kristensen | DNF     |       |
| –       | Santiago de la Parte  | DNF     |       |
| –       | Henrik Sandstrom      | DNF     |       |
| –       | Freddy Vandervennet   | DNF     |       |